# Deconvolutie
Deconvolutie is het berekenen van een onbekende functie {\displaystyle f} uit de convolutie {\displaystyle f\star g} daarvan met een bekende of veronderstelde functie {\displaystyle g}. Deconvolutie kan daarom gezien worden als een soort omgekeerde bewerking van convolutie. 
In de beeld- en signaaltechniek wordt aan de hand van de voorspelbare vervorming {\displaystyle g} het oorspronkelijke beeld of signaal {\displaystyle f} gereconstrueerd uit de convolutie van beide.
Deze technieken worden vooral toegepast bij signaalverwerking en beeldbewerking. 

## Microscopie
Door er rekening mee te houden dat de afbeelding van een punt een min of meer bekende lichtvlek is, kan men een zuiverder microscoopbeeld berekenen uit het geregistreerde beeld. Zie hiervoor het artikel over de Airy-schijf.

## Fouriertransformatie
De convolutie {\displaystyle f} van de functies {\displaystyle g} en {\displaystyle h} is:
{\displaystyle f(t)=(g*h)(t)=\int _{-\infty }^{\infty }g(\tau )h(t-\tau )\mathrm {d} \tau }
In deze formule is de functie {\displaystyle f} die men bijvoorbeeld door meting bepaald heeft, een functie van de tijd en stelt {\displaystyle g} de functie voor zoals deze er oorspronkelijk zou uitzien voordat er door {\displaystyle h} verstoring heeft plaatsgevonden. 
Ook al zijn {\displaystyle f} en {\displaystyle h} goed bekend, dan nog maakt de integraal het niet eenvoudig de oorspronkelijke functie {\displaystyle g} te bepalen.
De fouriergetransformeerde {\displaystyle F} van de convolutie {\displaystyle f} van {\displaystyle g} en {\displaystyle h} is het product van de fouriergetransformeerden {\displaystyle G} en {\displaystyle H} van respectievelijk {\displaystyle g} en {\displaystyle h}:
{\displaystyle F(\omega )=G(\omega )\cdot H(\omega )}
Op deze eigenschap berust een eenvoudige deconvolutiemethode:
1. Bepaal de fouriertransformaties {\displaystyle F} en {\displaystyle H} van respectievelijk {\displaystyle f} en {\displaystyle h}.
2. Bereken {\displaystyle G=F/H}
3. Bepaal {\displaystyle g} uit {\displaystyle G} met de inverse fouriertransformatie

Zolang de functie {\displaystyle H(\omega )} voor geen enkele waarde van {\displaystyle \omega } dicht bij 0 komt, voldoet deze methode in veel gevallen wel. De altijd in een signaal aanwezige ruis wordt er echter door versterkt. Voor veel deconvoluties levert een directe deling door {\displaystyle H(\omega )} echter grote berekeningsproblemen op.  
Een voorbeeld van een methode die dit probleem goeddeels omzeilt is de Van Cittertdeconvolutie.